# Liste der Monuments historiques in Courdemanges
Die Liste der Monuments historiques in Courdemanges führt die Monuments historiques in der französischen Gemeinde Courdemanges auf.

## Liste der Immobilien
| Bezeichnung     | Beschreibung                    | Standort          | Kennzeichnung | Schutzstatus | Datum | Bild           |
| --------------- | ------------------------------- | ----------------- | ------------- | ------------ | ----- | -------------- |
| Kirche St-Denis | ab dem 11. oder 12. Jahrhundert | Grande-Rue (Lage) | PA00078679    | Inscrit      | 1929  | weitere Bilder |

## Liste der Objekte
| Bezeichnung                  | Beschreibung                                                                            | Standort                      | Kennzeichnung | Schutzstatus    | Datum  | Bild |
| ---------------------------- | --------------------------------------------------------------------------------------- | ----------------------------- | ------------- | --------------- | ------ | ---- |
| Deckel des Taufbeckens       | Kupfer, 18. Jahrhundert                                                                 | in der Kirche St-Denis (Lage) | PM51002268    | Inscrit         | 1975   |      |
| Marienaltar                  | Altartisch und Skulptur Madonna mit Kind; Holz, farbig gefasst, 16. und 19. Jahrhundert | in der Kirche St-Denis (Lage) | PM51002269    | Inscrit         | 1975   |      |
| Relief Opferung Isaaks       | Holz, 16. Jahrhundert; während des Ersten Weltkriegs zerstört                           | in der Kirche St-Denis (Lage) | PM51001493    | Classé gelöscht | ? 1942 |      |
| Skulptur Heiliger Dionysius  | Holz, farbig gefasst, 17. Jahrhundert                                                   | in der Kirche St-Denis (Lage) | PM51002266    | Inscrit         | 1975   |      |
| Skulptur Johannes der Täufer | Holz, farbig gefasst, 17. Jahrhundert                                                   | in der Kirche St-Denis (Lage) | PM51002267    | Inscrit         | 1975   |      |